# Branchiostoma tattersalli
Branchiostoma tattersalli är en ryggsträngsdjursart som beskrevs av Hubbs 1922. Branchiostoma tattersalli ingår i släktet Branchiostoma och familjen lansettfiskar. Inga underarter finns listade.